# نورت پورت، شهرستان دور، ویسکانسین
نورت پورت (به انگلیسی: Northport) یک منطقهٔ مسکونی در ایالات متحده آمریکا است که در شهرستان دور، ویسکانسین واقع شده‌است.